# Nikolaj og Julie
Nikolaj og Julie er en Emmy-vindende dansk romantisk drama-tv-serie på 22 afsnit efter originalidé af Adam Price. Serien blev sendt første gang på DR1 i 2002 – 2003. Titelsangen, "Right Next to the Right One" blev fremført af den danske sanger Tim Christensen. Seriens producent spurgte Tim Christensen om han havde en sang de kunne bruge, og Christensen mente "Right Next to the Right One" passede godt til serien.
I 2003 vandt serien en Emmy-pris i kategorien Bedste Internationale Dramaserie.

## Medvirkende
- Nikolaj Bergstrøm: Peter Mygind
- Julie Krogh Andersen: Sofie Gråbøl
- Philip: Dejan Čukić
- Frank: Jesper Asholt
- Karina: Sofie Stougaard
- Søs: Therese Glahn

- Hovedmanuskriptforfatter: Søren Sveistrup
- Manuskriptforfattere: Michael W. Horsten, Adam Price, Ina Bruhn, Ida Maria Rydén, Per Daumiller, Carsten Rudolf, Michael Krefeld, Søren Frellesen, Iben Gylling, Peter Dinesen, Jørgen Kastrup og Torleif Hoppe
- Instruktører: Peter Schrøder, Martin Schmidt, Henrik Ruben Genz, Michael W. Horsten, Birger Larsen, Kristoffer Nyholm, Lars Kaalund og Charlotte Sachs Bostrup